# Joseph Berington
Joseph Berington est un historien anglais. Né à Winsley (Herefordshire), le 16 janvier 1743, il est mort le 1er décembre 1827 à Buckland (Berkshire). 

## Biographie
Il était catholique et fut longtemps curé en France. 

## Œuvres
Il est l'auteur de :
- une Histoire littéraire du Moyen Âge, Londres, 1814-1816, traduit par Antoine Marie Henri Boulard ;
- une Histoire de Henri II ;
- une Vie d'Héloïse et d'Abélard.

## Source
Cet article comprend des extraits du Dictionnaire Bouillet. Il est possible de supprimer cette indication, si le texte reflète le savoir actuel sur ce thème, si les sources sont citées, s'il satisfait aux exigences linguistiques actuelles et s'il ne contient pas de propos qui vont à l'encontre des règles de neutralité de Wikipédia.
- Dezobry et Bachelet, Dictionnaire de biographie, t. 1, Ch.Delagrave, 1876, p.277